# 오도아케르
플라비우스 오도아케르(라틴어: Flavius Odoacer, 게르만어: Audawakrs 아우다바크르, 433년 ~ 493년 3월 15일)는 초대 이탈리아 국왕이다.
훈족과 스키리아인의 피가 반씩 섞인 헤룰리족으로 476년 서로마 제국의 마지막 황제 로물루스 아우구스툴루스를 쫓아내고 서로마를 멸망시켰다. 로물루스 아우구스투스는 나폴리만의 루쿨라눔(Lucullanum)에 유배되었으며 그의 최후는 알려져 있지 않지만 511년까지는 살아남았다. 그는 전임자 율리우스 네포스가 스스로 다시 로마 황제를 자처함으로써 갈리아 지역에서는 영향력을 발휘하지 못하였다.
로물루스를 퇴임시킨 후 오도아케르는 이전의 리키메르(Ricimer) 등이 했던 것과 달리, 또다른 허수아비 황제를 세우지 않고 동로마 제국의 섭정이 되어 서로마를 직접 통치하기로 결정했다. 그리고 동로마 제국을 받들어 스스로 파트리키우스라는 칭호를 썼다.
오도아케르는 동로마 황제 제논에게 편지를 보내 “콘스탄티노폴리스에 계신 폐하께서 진정한 황제”라며 잘 섬기겠다고 말했다. 그러나 오도아케르와 동로마 제국의 관계는 그리 좋지 않았다. 489년 동로마의 제논 황제는 동고트의 테오도리쿠스 마그누스에게 군권을 위임해 오도아케르를 정벌하게 했다. 결국 라벤나가 함락되면서 493년 오도아케르는 테오도리쿠스의 손에 살해되었다.

## 같이 보기
- 알라리쿠스 1세
- 게이세리쿠스
- 게르만족